# Leucatomis discisigna
Leucatomis discisigna là một loài bướm đêm trong họ Noctuidae.